# Lista över fornlämningar i Älvsbyns kommun
Lista över fornlämningar i Älvsbyns kommun är en förteckning av ett urval av de fornlämningar som finns i Älvsbyns kommun.

## Älvsby
| Namn         | Lämningstyp  | Tillkomsttid | Historisk indelning | Plats | Läge                 | ID-nr          | Bild                                 |
| ------------ | ------------ | ------------ | ------------------- | ----- | -------------------- | -------------- | ------------------------------------ |
| Älvsby 805:1 | Stensättning |              | Älvsby, Norrbotten  |       | 65.798476, 20.589462 | 10019308050001 | Ladda upp en bild av detta fornminne |
| Älvsby 805:2 | Stensättning |              | Älvsby, Norrbotten  |       | 65.798645, 20.590210 | 10019308050002 | Ladda upp en bild av detta fornminne |